# I liga polska w piłce siatkowej kobiet (2008/2009)
I liga polska w piłce siatkowej kobiet 2008/2009 – 19. edycja ligowych rozgrywek piłki siatkowej kobiet drugiego szczebla w Polsce, zorganizowana przez Polski Związek Piłki Siatkowej pod nazwą I ligi.

## System rozgrywek
- Etap I – dwurundowa faza zasadnicza przeprowadzona w formule ligowej, systemem kołowym (tj. "każdy z każdym – mecz i rewanż").
- Etap II – faza play-off, składająca się z 2 rund.

## Drużyny uczestniczące
| \| \| Uczestnicy poprzedniej edycji \| \| \| --------------------------------------------------------------------------------------------------------------------------------------------------------------------------------- \| ----------------------------- \| ------ \| \| KRA \| Wisła Kraków \| 2 \| \| CHO \| Sokół Chorzów \| 3 \| \| SZC \| Piast Szczecin \| 4 \| \| TOR \| Budowlani Toruń \| 6 \| \| OST \| KSZO Ostrowiec Świętokrzyski \| 7 \| \| POL \| PSPS Chemik Police \| 8 \| \| SOS \| SMS PZPS Sosnowiec \| 13 \| \| \| Awans z II ligi \| \| \| ŁÓD \| Organika Budowlani Łódź \| bar \| \| MYS \| MOSiR Mysłowice \| bar[1] \| \| RUM \| TPS Rumia \| bar[2] \| \| \| Spadek z LSK \| \| \| POZ \| AZS AWF Poznań \| 7[3] \| \| Oznaczenia: - kolumna pierwsza – skróty nazw drużyn wpisane na mapie (jeśli ta została zamieszczona), - kolumna trzecia – miejsce zajęte przez daną drużynę w poprzednim sezonie. \| \| \| | SZCPOLPOZKRACHOMYSRUMOSTŁÓDTORSOS Lokalizacja klubów grających w I lidze 2008/2009 |     |
| | Uczestnicy poprzedniej edycji                                                      |     |
| KRA | Wisła Kraków                                                                       | 2   |
| CHO | Sokół Chorzów                                                                      | 3   |
| SZC | Piast Szczecin                                                                     | 4   |
| TOR | Budowlani Toruń                                                                    | 6   |
| OST | KSZO Ostrowiec Świętokrzyski                                                       | 7   |
| POL | PSPS Chemik Police                                                                 | 8   |
| SOS | SMS PZPS Sosnowiec                                                                 | 13  |
| | Awans z II ligi                                                                    |     |
| ŁÓD | Organika Budowlani Łódź                                                            | bar |
| MYS | MOSiR Mysłowice                                                                    | bar |
| RUM | TPS Rumia                                                                          | bar |
| | Spadek z LSK                                                                       |     |
| POZ | AZS AWF Poznań                                                                     | 7   |
| Oznaczenia: - kolumna pierwsza – skróty nazw drużyn wpisane na mapie (jeśli ta została zamieszczona), - kolumna trzecia – miejsce zajęte przez daną drużynę w poprzednim sezonie. |                                                                                    |     |

## Rozgrywki

### Faza zasadnicza

#### Tabela wyników
| Gospodarz \ Gość1            | ŁÓD | CHO | SZC | RUM | POL | MYS | TOR | OST | POZ | SOS | KRA |
| ---------------------------- | --- | --- | --- | --- | --- | --- | --- | --- | --- | --- | --- |
| Budowlani Łódź               | -   | 3:1 | 3:0 | 3:1 | 3:0 | 3:0 | 3:1 | 3:0 | 3:0 | 3:2 | 3:0 |
| Sokół Chorzów                | 0:3 | -   | 3:1 | 2:3 | 3:2 | 3:1 | 3:0 | 3:0 | 3:0 | 3:0 | 1:3 |
| Piast Szczecin               | 3:2 | 1:3 | -   | 1:3 | 3:0 | 3:1 | 3:1 | 2:3 | 3:2 | 3:0 | 3:0 |
| TPS Rumia                    | 3:1 | 1:3 | 3:2 | -   | 2:3 | 2:3 | 3:0 | 2:3 | 0:3 | 3:0 | 3:0 |
| PSPS Chemik Police           | 2:3 | 0:3 | 1:3 | 0:3 | -   | 3:1 | 3:0 | 3:1 | 3:2 | 3:0 | 3:0 |
| MOSiR Mysłowice              | 2:3 | 3:1 | 3:2 | 3:0 | 1:3 | -   | 3:2 | 3:2 | 3:2 | 2:3 | 3:1 |
| Budowlani Toruń              | 0:3 | 1:3 | 1:3 | 3:0 | 3:0 | 3:0 | -   | 2:3 | 3:1 | 3:1 | 3:1 |
| KSZO Ostrowiec Świętokrzyski | 1:3 | 1:3 | 2:3 | 1:3 | 1:3 | 2:3 | 1:3 | -   | 3:1 | 3:2 | 3:2 |
| AZS AWF Poznań               | 1:3 | 0:3 | 0:3 | 0:3 | 3:2 | 0:3 | 1:3 | 3:1 | -   | 2:3 | 3:2 |
| SMS PZPS Sosnowiec           | 1:3 | 0:3 | 3:1 | 1:3 | 2:3 | 1:3 | 0:3 | 3:2 | 2:3 | -   | 1:3 |
| Wisła Kraków                 | 1:3 | 3:2 | 0:3 | 3:2 | 0:3 | 0:3 | 1:3 | 0:3 | 3:1 | 1:3 | -   |

Źródło: 
1 Drużyna gospodarzy jest wymieniona po lewej stronie tabeli.
Kolory:
  zwycięstwo gospodarzy 3:0 lub 3:1
  zwycięstwo gospodarzy 3:2
  zwycięstwo gości 3:0 lub 3:1
  zwycięstwo gości 3:2

#### Tabela
| Lp. | Drużyna                      | Pkt | Mecze | Mecze | Mecze | Rodzaj wyniku | Rodzaj wyniku | Rodzaj wyniku | Rodzaj wyniku | Rodzaj wyniku | Rodzaj wyniku | Sety | Sety | Sety  | Małe punkty | Małe punkty | Małe punkty |
| Lp. | Drużyna                      | Pkt | M     | W     | P     | 3:0           | 3:1           | 3:2           | 2:3           | 1:3           | 0:3           | wyg. | prz. | stos. | zdob.       | str.        | stos.       |
| --- | ---------------------------- | --- | ----- | ----- | ----- | ------------- | ------------- | ------------- | ------------- | ------------- | ------------- | ---- | ---- | ----- | ----------- | ----------- | ----------- |
| 1   | Budowlani Łódź               | 52  | 20    | 18    | 2     | 8             | 7             | 3             | 1             | 1             | 0             | 57   | 19   | 3     | 1810        | 1426        | 1.27        |
| 2   | Sokół Chorzów                | 43  | 20    | 14    | 6     | 7             | 6             | 1             | 2             | 3             | 1             | 49   | 26   | 1.88  | 1722        | 1625        | 1.06        |
| 3   | Piast Szczecin               | 36  | 20    | 12    | 8     | 5             | 4             | 3             | 3             | 4             | 1             | 46   | 34   | 1.35  | 1780        | 1667        | 1.07        |
| 4   | TPS Rumia                    | 35  | 20    | 11    | 9     | 5             | 4             | 2             | 4             | 2             | 3             | 43   | 35   | 1.23  | 1761        | 1679        | 1.05        |
| 5   | PSPS Chemik Police           | 33  | 20    | 11    | 9     | 4             | 4             | 3             | 3             | 1             | 5             | 40   | 37   | 1.08  | 1706        | 1683        | 1.01        |
| 6   | MOSiR Mysłowice              | 32  | 20    | 12    | 8     | 3             | 3             | 6             | 2             | 4             | 2             | 44   | 39   | 1.13  | 1738        | 1822        | 0.95        |
| 7   | Budowlani Toruń              | 32  | 20    | 10    | 10    | 4             | 6             | 0             | 2             | 4             | 4             | 38   | 36   | 1.06  | 1672        | 1621        | 1.03        |
| 8   | KSZO Ostrowiec Świętokrzyski | 20  | 20    | 7     | 13    | 1             | 1             | 5             | 4             | 7             | 2             | 36   | 50   | 0.72  | 1843        | 1921        | 0.96        |
| 9   | AZS AWF Poznań               | 16  | 20    | 5     | 15    | 1             | 1             | 3             | 4             | 5             | 6             | 28   | 52   | 0.54  | 1652        | 1843        | 0.9         |
| 10  | SMS PZPS Sosnowiec           | 16  | 20    | 5     | 15    | 0             | 2             | 3             | 4             | 5             | 6             | 28   | 53   | 0.53  | 1603        | 1816        | 0.88        |
| 11  | Wisła Kraków                 | 15  | 20    | 5     | 15    | 0             | 3             | 2             | 2             | 5             | 8             | 24   | 52   | 0.46  | 1573        | 1757        | 0.9         |

Źródło: 
Punktacja: 3:0 i 3:1 – 3 pkt; 3:2 – 2 pkt; 2:3 – 1 pkt; 1:3 i 0:3 – 0 pkt
Zasady ustalania kolejności: 1. liczba punktów; 2. stosunek setów; 3. stosunek małych punktów; 4. bilans w bezpośrednich meczach
     Play-off
     Play-out

### Play-off

#### Półfinały
(Do 3 zwycięstw)
| Data       | Drużyna 1      | Wynik | Drużyna 2      | Sety                             |
| ---------- | -------------- | ----- | -------------- | -------------------------------- |
| 13.03.2009 | Budowlani Łódź | 3:0   | TPS Rumia      | 25:20, 25:15, 25:16              |
| 14.03.2009 | Budowlani Łódź | 3:0   | TPS Rumia      | 25:17, 25:20, 25:23              |
| 21.03.2009 | TPS Rumia      | 0:3   | Budowlani Łódź | 14:25, 17:25, 23:25              |
|            |                |       |                |                                  |
| 14.03.2009 | Sokół Chorzów  | 2:3   | Piast Szczecin | 25:22, 25:18, 24:26, 9:25, 11:15 |
| 15.03.2009 | Sokół Chorzów  | 0:3   | Piast Szczecin | 14:25, 23:25, 10:25              |
| 21.03.2009 | Piast Szczecin | 0:3   | Sokół Chorzów  | 16:25, 15:25, 20:25              |
| 22.03.2009 | Piast Szczecin | 3:1   | Sokół Chorzów  | 21:25, 25:23, 25:16, 25:14       |

#### Finał
(Do 3 zwycięstw)
| Data       | Drużyna 1      | Wynik | Drużyna 2      | Sety                              |
| ---------- | -------------- | ----- | -------------- | --------------------------------- |
| 28.03.2009 | Budowlani Łódź | 3:0   | Piast Szczecin | 25:13, 27:25, 25:16               |
| 29.03.2009 | Budowlani Łódź | 3:0   | Piast Szczecin | 25:18, 25:23, 25:17               |
| 04.04.2009 | Piast Szczecin | 2:3   | Budowlani Łódź | 25:23, 25:23, 13:25, 11:25, 12:15 |

### Play-out
(Do 2 zwycięstw)
| Data       | Drużyna 1                            | Wynik | Drużyna 2              | Sety                             |
| ---------- | ------------------------------------ | ----- | ---------------------- | -------------------------------- |
| 14.03.2009 | Budowlani Toruń                      | 3:0   | Wisła Kraków           | 25:22, 25:22, 28:26              |
| 28.03.2009 | Wisła Kraków                         | 2:3   | Budowlani Toruń        | 25:18, 14:25, 19:25, 25:22, 6:15 |
|            |                                      |       |                        |                                  |
| 14.03.2009 | AZS KSZO Ostrowiec Św.AZS AWF Poznań | 3:0   | {{{druz2}}}            | 25:22, 31:29, 25:18              |
| 21.03.2009 | AZS AWF Poznań                       | 1:3   | AZS KSZO Ostrowiec Św. | 14:25, 23:25, 25:18, 23:25       |

### Baraże o I ligę

#### Wyniki
| Data       | Drużyna 1              | Wynik | Drużyna 2              | Sety                              |
| ---------- | ---------------------- | ----- | ---------------------- | --------------------------------- |
| 01.05.2009 | Budowlani Toruń        | 3:2   | Szóstka Biłgoraj       | 23:25, 20:25, 25:20, 25:14, 15:13 |
| 01.05.2009 | Legionovia Legionowo   | 0:3   | AZS KSZO Ostrowiec Św. | 25:27, 29:31, 17:25               |
|            |                        |       |                        |                                   |
| 02.05.2009 | Budowlani Toruń        | 2:3   | AZS KSZO Ostrowiec Św. | 25:20, 20:25, 25:19, 17:25, 14:16 |
| 02.05.2009 | Szóstka Biłgoraj       | 0:3   | Legionovia Legionowo   | 15:25, 23:25, 17:25               |
|            |                        |       |                        |                                   |
| 03.05.2009 | Legionovia Legionowo   | 1:3   | Budowlani Toruń        | 17:25, 25:17, 24:26, 20:25        |
| 03.05.2009 | AZS KSZO Ostrowiec Św. | 3:1   | Szóstka Biłgoraj       | 25:23, 25:20, 23:25, 25:15        |

#### Tabela
| Lp. | Drużyna                      | Pkt | Mecze | Mecze | Mecze | Rodzaj wyniku | Rodzaj wyniku | Rodzaj wyniku | Rodzaj wyniku | Rodzaj wyniku | Rodzaj wyniku | Sety | Sety | Sety  | Małe punkty | Małe punkty | Małe punkty |
| Lp. | Drużyna                      | Pkt | M     | W     | P     | 3:0           | 3:1           | 3:2           | 2:3           | 1:3           | 0:3           | wyg. | prz. | stos. | zdob.       | str.        | stos.       |
| --- | ---------------------------- | --- | ----- | ----- | ----- | ------------- | ------------- | ------------- | ------------- | ------------- | ------------- | ---- | ---- | ----- | ----------- | ----------- | ----------- |
| 1   | KSZO Ostrowiec Świętokrzyski | 6   | 3     | 3     | 0     | 1             | 1             | 1             | 0             | 0             | 0             | 9    | 3    | 3     | 286         | 255         | 1.12        |
| 2   | Budowlani Toruń              | 5   | 3     | 2     | 1     | 0             | 1             | 1             | 1             | 0             | 0             | 8    | 6    | 1.33  | 302         | 288         | 1.05        |
| 3   | Legionovia Legionowo         | 4   | 3     | 1     | 2     | 1             | 0             | 0             | 0             | 1             | 1             | 4    | 6    | 0.67  | 232         | 231         | 1           |
| 4   | Szóstka Biłgoraj             | 3   | 3     | 0     | 3     | 0             | 0             | 0             | 1             | 1             | 1             | 3    | 9    | 0.33  | 235         | 281         | 0.84        |

Źródło: 
Punktacja: zwycięstwo - 2 pkt; porażka - 1 pkt
Zasady ustalania kolejności: 1. liczba punktów; 2. stosunek setów; 3. stosunek małych punktów; 4. bilans w bezpośrednich meczach
     I liga
     II liga

## Klasyfikacja końcowa
| Lp. | Drużyna                      |
| --- | ---------------------------- |
| 1.  | Organika Budowlani Łódź      |
| 2.  | Piast Szczecin               |
| 3.  | Sokół Chorzów                |
| 4.  | TPS Rumia                    |
| 5.  | PSPS Chemik Police           |
| 6.  | MOSiR Mysłowice              |
| 7.  | Budowlani Toruń              |
| 8.  | KSZO Ostrowiec Świętokrzyski |
| 9.  | AZS AWF Poznań               |
| 10. | Wisła Kraków                 |
| 11. | SMS PZPS Sosnowiec           |

     Awans
     Baraż z 9. zespołem z PLSK
     Spadek do II ligi